# Huddinge SK
Huddinge Skidklubb Alpina (HSK alpin) är en alpin skidåkningsförening i Sverige som bildades den 15 mars 1926. Klubben håller till i Flottsbroi Huddinge kommun. Flottsbro är en skidanläggning med tre liftar och fyra stycken backar. Flottsbro är även en campingplats och mountainbikeanläggning under sommarsäsongen. HSK har sin egen klubbacke i Flottsbro som används till träning för klubben och anordnade tävlingar.
HSK alpin har i många år tränat åkare som har kommit in på skidgymnasier och senare kommit med i svenska landslaget. Flera kända alpina skidåkare, till exempel Mattias Hargin, Janette Hargin och Jessica Lindell Vikarby har under yngre år åkt för HSK. Från början bedrev klubben längdskidåkning, backhoppning och skidorientering. Det var först under 1960-talet som alpin skidåkning tillkom. Klubben har omkring 900 medlemmar varav 450 aktiva medlemmar, och är därmed den alpina skidklubb i Sverige som har flest medlemmar (2023). Huddinge SK Längd är idag en egen klubb.
2017 vann klubben tävlingen Skidlyftet.